# 코람샤흐르 미사일
코람샤흐르 미사일(페르시아어: موشک خرمشهر)은 이란의 IRBM이다.

## 역사
2017년 1월 29일, 1차 시험발사를 했다. 950 km를 비행하다가 공중에서 폭발했다. 코람샤흐르는 이란의 도시 이름이다.
발사 당시 미국은 무수단 미사일과 동형이라고 보았다. 미국 정부 당국자는 이란 측이 1월 29일 발사한 미사일에 관해 작년 7월 시험한 미사일과 같다고 밝혔다. 당시 폭스 뉴스는 미사일이 무수단이라고 지적했다. 그러나 이후에는 분석을 수정하여, 화성 12호라고 판단했다.
2017년 9월 23일, 이란은 코람샤흐르 미사일을 발사한 뒤 같은 기종을 퍼레이드에 등장시켰다. 지름이 북한의 화성 12호, 화성 14호와 같다. 미국은 엔진도 같은 것이라는 결론내렸다. 이란은 이 엔진을 장착한 미사일을 지난해 7월 발사했고, 이후 북한이 올해 3월 같은 엔진을 이용해 발사했다.
트럼프 대통령은 이란이 지난 22일 신형 탄도미사일 '코람샤흐르'를 시험발사한 데 대해 트위터에서 "이란이 이스라엘에 도달할 수 있는 탄도미사일 한 발을 막 시험발사했다"며 "그들은 북한과 공조하고 있다"고 주장했다. 9월 23일, 미국 공군은 한국전쟁 이후 최초로 B-1 랜서 전략폭격기 2대를 동해 NLL을 넘어 3시간 동안 북한에 근접 비행하며 무력시위를 했고, 3시간 후에 리용호 북한 외무상이 유엔 총회에서 미국의 동맹국들을 선제 핵공격하겠다고 연설했다. 북핵문제로 강대강 대립이 첨예하던 때에 이란이 북한제 중거리 핵미사일을 발사했다.
북한의 유엔 총회 연설 전인 9월 19일, 트럼프 대통령은 북한이 계속 도발할 경우 완전히 파괴(totally destroy)할 것이라고 유엔 총회에서 연설했다. 북한 주민 2500만명을 몰살할 것이란 경고라며 언론들이 크게 보도했다. 이 연설에서 트럼프 대통령은 북한과 이란을 "가장 중대한 위협"으로 규정했다.
이란 국영방송 IRIB는 이란 정부 관계자 말을 인용해 이 탄도미사일이 카드르-F, 세질 등과 같이 사거리가 2000 km이지만 크기가 작아 더 전술적으로 운용될 수 있고, 1t급 다탄두(MIRV)를 탑재할 수 있다고 전했다. 다탄두를 탑재할 때 사거리는 1800 km이다. 이란 서부 국경선에서 이스라엘 대부분의 도시까지는 1000 km 떨어져 있다.

## R-27
소련 R-27이 북한 무수단 미사일이 되었다가, 이란에 수출, 개량되어 코람샤흐르가 되었다.
- R-27U (RSM-25),  러시아, 무게 14.2톤, 직경 1.50 m, 길이 8.89 m, 탄두중량 650 kg, 200 kt 수소폭탄 3발, 사거리 3000 km, CEP 1.3 km
- 코람샤흐르,  이란, 무게 19톤, 직경 1.50 m, 길이 13 m, 탄두중량 1800 kg, 사거리 2000 km

코람샤흐르는 사거리 3000 km R-27과 직경은 동일한데, 길이가 46% 늘어났다. 탄두, 엔진이 동일하다고 가정하면, 연료통이 늘어났다는 의미이다. 3000 km 보다 46% 사거리가 늘어나면 4300 km이다. 그러나 이란은 2000 km 라고 주장한다. 탄두중량의 차이 때문인 것 같지만, 소련처럼 탄두중량 650 kg일 경우에는 4000 km는 충분히 날아갈 것으로 추정된다. 프랑스 파리는 이란에서 3500 km 떨어져 있다. 즉, 코람샤흐르는 영국을 제외하고 나토 주요국들의 수도를 모두 핵공격할 수 있는 미사일로 평가된다.

## 북한
미국의 미사일 전문가는 코람샤흐르가 북한 무수단 미사일 완제품 18기를 수입해다가, 이를 이란이 국산으로 개발한 것으로 보았는데, 발사장면의 연소 불꽃 색깔과 형태 등이, 북한의 백두산 엔진과 오히려 비슷하다고 말했다. 1) 무수단 18기 수입은 사실인 거 같다. 2) 연소 불꽃이 백두산 엔진과 비슷하다는 평가도 사실로 보인다. 3) 백두산 엔진 최초 연소시험에는 이란 기술자들이 참석했다. 4) 북한 무수단 미사일 최초발사 이후에 코람샤흐르를 최초발사했다. 5) 백두산 엔진을 최초로 사용한 화성 12호 보다 먼저 코람샤흐르를 최초발사했다. 이상 다섯가지를 종합해 보면, 백두산 엔진은 이란 엔진을 북한이 카피해간 것으로 보인다.
미국 CIA 선임 정보 분석관 출신인 프레드 플레이츠 안보정책센터 부소장은 "북한이 KN-17 개발에서 이란의 지원을 받았다는 믿을 만한 정보가 있다"고 밝혔다. 플레이츠 부소장은 "이란은 북한의 미사일 기술을 이용해 인공위성을 발사했고 다시 이 기술을 북한에 이전해주는 등 서로 기술과 정보를 교환해왔다"면서 "이란 과학자와 기술자들이 북한의 핵실험과 미사일 시험 발사 등을 참관해왔다"고 지적했다. 탈 인바르 이스라엘 피셔항공우주전략연구소 우주연구센터장도 "북한과 이란이 미사일 기술을 공유하고 있다"고 말했다.
이란과 북한이 미사일과 핵탄두 개발에 기술을 완전히 공유하고 있다면, 이란의 GDP가 북한의 40배이고 한국의 GDP와 비슷하여, 매우 부유한 국가이기 때문에, 개발예산의 부족 문제나 외국 부품의 수입 문제는 거의 없거나 완전히 없다고 보는 것이 타당하다. 북한은 러시아 동쪽 국경, 이란은 러시아 서쪽 국경의 접경국이며, 친러 국가로서 러시아의 지원을 크게 받고 있는 나라로 알려져 있다.
코람샤흐르 미사일이 북한의 화성 12호이고, 이란 정부 관계자의 주장처럼 MIRV 다탄두가 탑재가능하다면, 북한도 이란제 MIRV 다탄두 기술을 이미 보유하고 있고, 북한의 화성 12호도 MIRV 다탄두를 탑재할 수 있다고 추정할 수 있다.

## 같이 보기
- 샤하브-3
- 세질